# Rat für Nationales Erbe (Namibia)
Der Rat für Nationales Erbe (englisch National Heritage Council of Namibia, NHC) ist der Rat zum Schutze des namibischen Erbes mit der Aufgabe des Erhaltes für nachfolgende Generationen. Zudem nimmt er die Aufgaben einer Denkmalschutzbehörde wahr.

## Geschichte und Aufgaben
Mit Gesetzgebung von 2004 wurde der „Nationale Denkmalrat“ in den „Rat für Nationales Erbe“ umgewandelt und die Gründung eines „Registers für Nationales Erbe“ beschlossen.
Der Rat ging aus der zwischen 1948 und 1968 eingesetzten „Historische Denkmalskommission“, dem „Südafrikanische Rat für Nationale Denkmäler“ (National Monuments Council of South Africa; 1969–1990) und dem „Namibischen Rat für Nationale Denkmäler“ (National Monuments Council of Namibia; 1990–2004) hervor. Er ist heute Teil der „Managementgruppe der nationalen Erbe Namibias“ (Heritage Management Groups).
Der NHC sitzt in Windhoek und betreibt Geschäftsstellen am Heldenacker und Twyfelfontein.
Zu den Aufgaben zählen unter anderem:
- Ernennung und Erhalt von Nationalen Denkmälern
- Ernennung und Erhalt von Nationalem Erbe
- Benennung von Naturschutzgebieten[4]
- Genehmigung von offiziellen Wappen[5]

## Nationales Erbe
Der NHC gliedert seit 2018 nationales Erbe in folgende Kategorien:
- Objekte
- Orte, die zu Nationaldenkmälern ernannt werden können (Liste des Nationalen Erbes Namibias)
- Weltkulturerbe
- Immaterielles Erbe